# Ursulinenkirche (Bruneck)

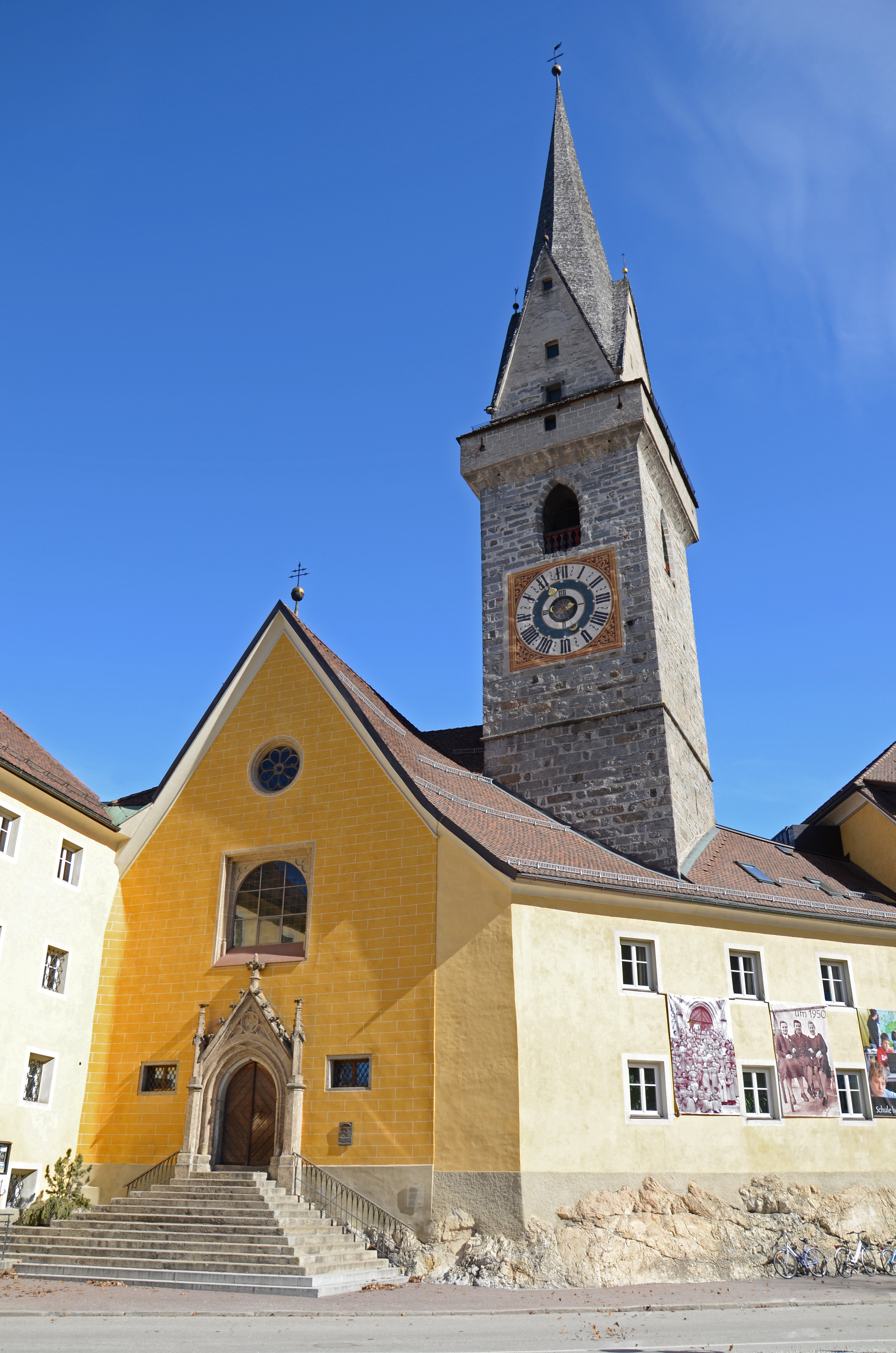
Ursulinenkirche in Bruneck

Die katholische Ursulinenkirche zum heiligen Erlöser in Bruneck gehört zum Dekanat Bruneck der Diözese Bozen-Brixen. Zusammen mit dem Ursulinenkloster steht es unter Denkmalschutz.

## Geschichte
Im Jahre 1410 erlaubte der damalige Brixner Bischof Ulrich von Wien am Ende des Grabens den Bau einer Kapelle zur heiligen Dreifaltigkeit. 1427 wurde sie zur sogenannten Neukirche ausgebaut, wobei der Turm in seiner heutigen Gestalt erst in der zweiten Hälfte des 15. Jahrhunderts dazugekommen ist. Zu jener Zeit war der Kirchturm in die Stadtmauer Brunecks integriert. Von seinem Wehrgang aus überblickte ein Turmwächter die Stadt. Im November 1500 weilte König Maximilian I. in Bruneck und machte der Neukirche eine Kette mit dem Orden des Goldenen Vlieses zum Geschenk.
Die Ansiedlung des Ordens der Ursulinen stieß beim Stadtrat zunächst auf Widerstand. Schließlich stellte Fürstbischof Kaspar Ignaz von Künigl dem Orden die Neukirche und den anschließenden Ballplatz zur Verfügung. Die Ursulinen kamen 1741 in die Stadt und bezogen zunächst ihre Unterkunft im Palais Sternbach. 1745 konnten sie dann in das neuerrichtete Klostergebäude bei der Kirche einziehen und ihren Schulbetrieb aufnehmen. Erste Oberin war Christina von Peisser. 1760 wurden die Klostergebäude entlang des Grabens ebenfalls fertiggestellt. 1908 musste wegen Platzmangels ein neues Schulgebäude errichtet werden. Die Führung der Mädchenschule oblag bis zur Zeit des Faschismus dem Orden; ab 1925 ist sie staatlich.
Die gotische Neukirche wurde mit der Übernahme durch die Ursulinen barockisiert; 1880 erfolgte die Regotisierung.

## Baubeschreibung
Die Ursulinenkirche am Tschurtschenthalerpark ist baulich mit ihren beiden Langseiten in die Klostergebäude, die sich vom Graben über den Tschurtschenthalerpark bis zur Stadtgasse erstrecken, integriert. Von der Straße aus sichtbar ist die westliche Stirnseite mit dem Spitzbogenportal und darüberliegendem Wimperg, zu dem gemauerte Stufen hinaufführen. Neben dem Eingang befindet sich eine Gedenktafel, die an Kaiser Maximilian I. erinnert. Der polygonale Chorschluss ist nur vom Klosterhof aus zu sehen. 
Der seitliche Spitzturm aus Granitquadern besitzt umlaufend einen geschlossenen Wehrgang; in der Mauer sind Schlüsselscharten platziert.
Das einschiffige Langhaus ist durch drei Stufen vom Chorraum getrennt und besitzt ein Sternrippengewölbe. Der neugotische Altar verwendet drei Reliefs des originalen gotischen Flügelaltars der Neukirche von 1430. Sie zeigen die Szenen von Mariä Heimsuchung, Aufopferung im Tempel und Anbetung der Könige. Ein weiteres Relief mit dem Tod Mariens wurde wegen seiner Größe separat auf einem Sockel im Chorraum aufgestellt. Der unbekannte Künstler wird als Ursulinenmeister oder Meister der Ursulinenkirche bezeichnet. An den Chorstufen befindet sich eine dem Gnadenbild von Großgmain nachempfundene Statue der Madonna des Grödners A. E. Insam. Das barocke Kruzifix von Johann Georg Silly (um 1750) ist von den Kreuzwegbildern der Maria Stade aus dem Jahr 1880 umgeben. Ein Tafelbild im Langhaus von Johann Mitterwurzer aus dem 18. Jahrhundert zeigt die Ordensgründerin Angela Merici, ein weiteres Tafelbild von Karl Henrici stellt die heilige Ursula dar.
Die Kirche besitzt eine Krypta.

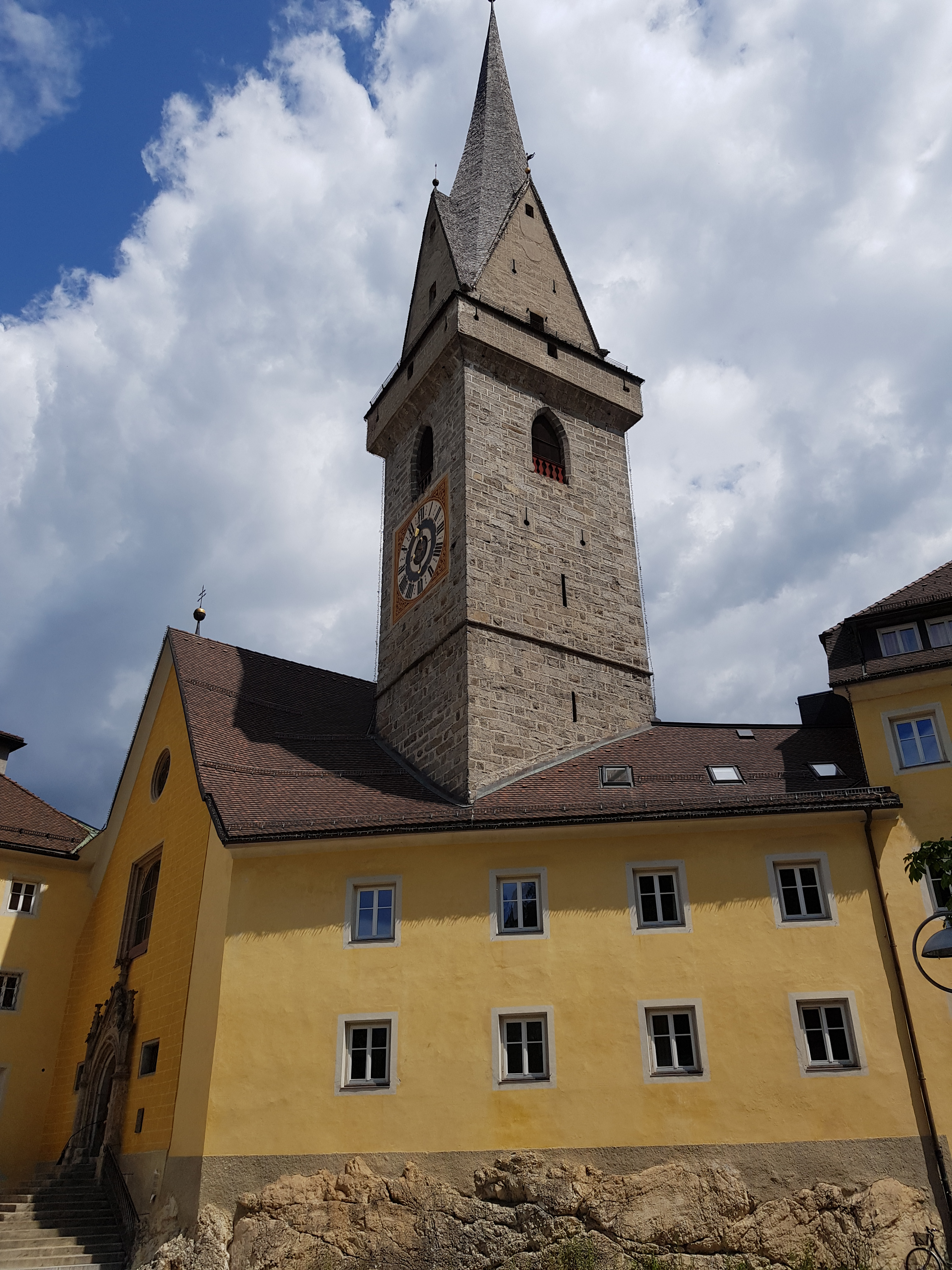
Kirche am Tschurtschenthalerpark
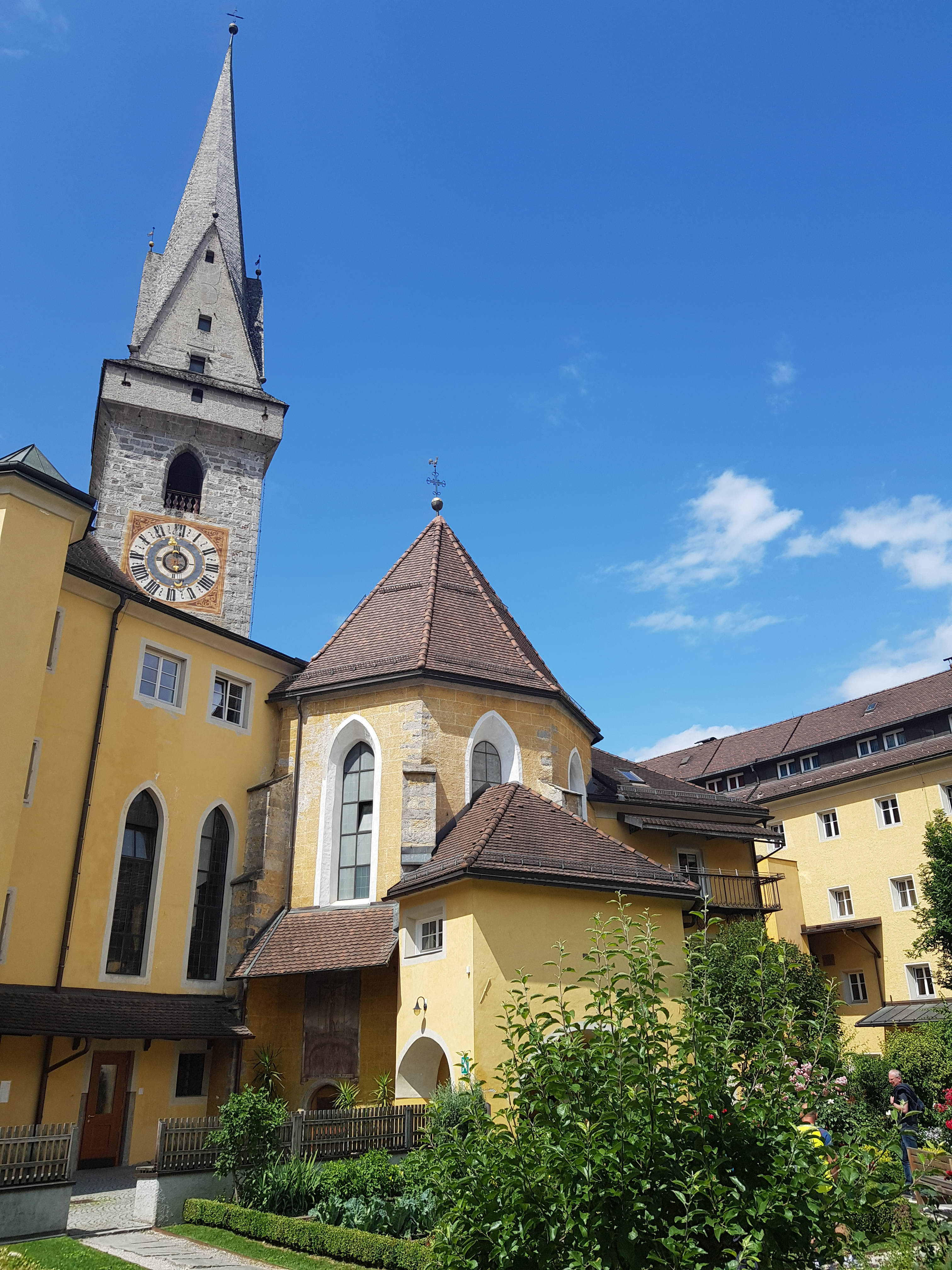
Chor im Klosterhof
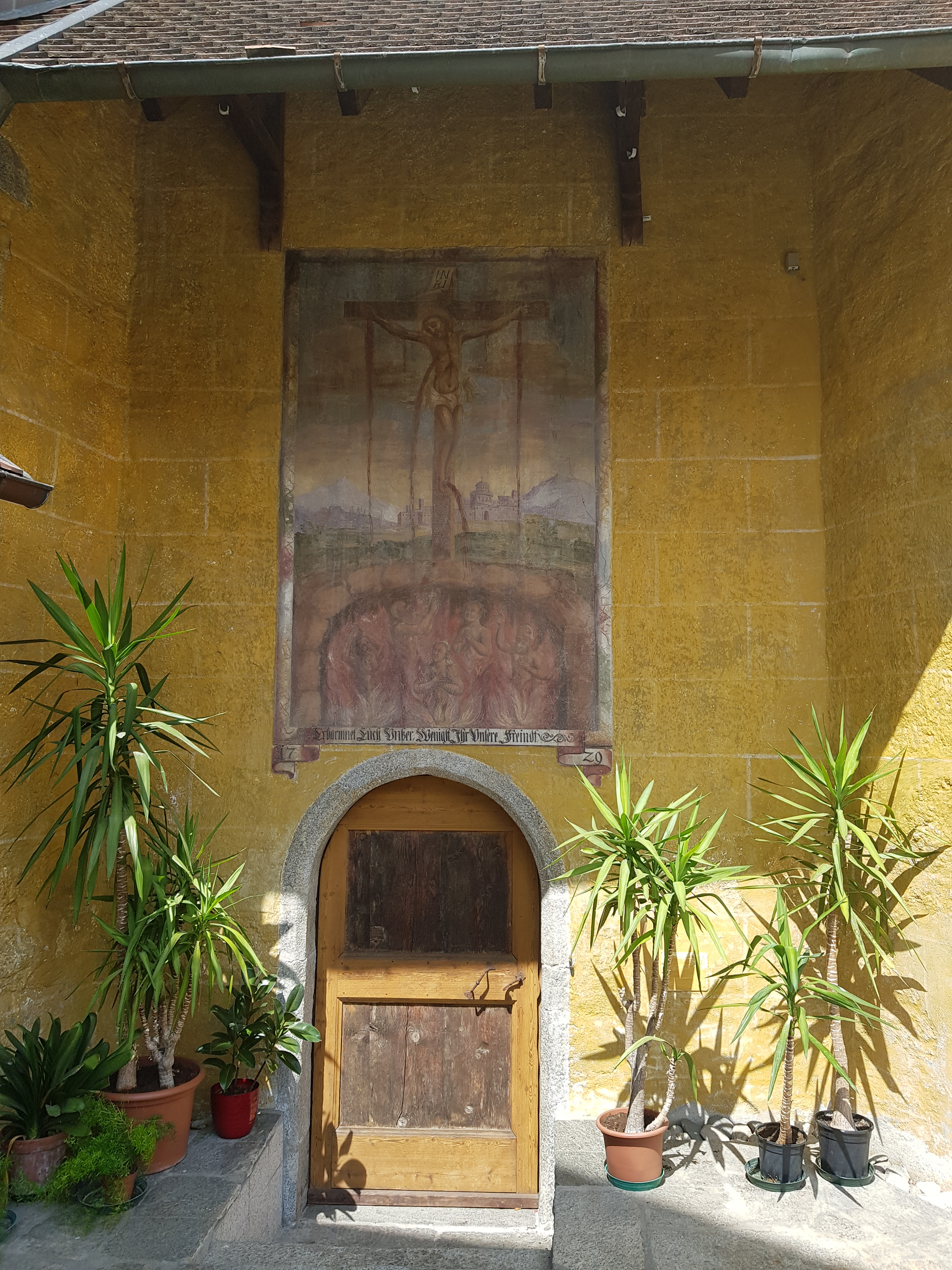
Fresko an der Choraußenseite
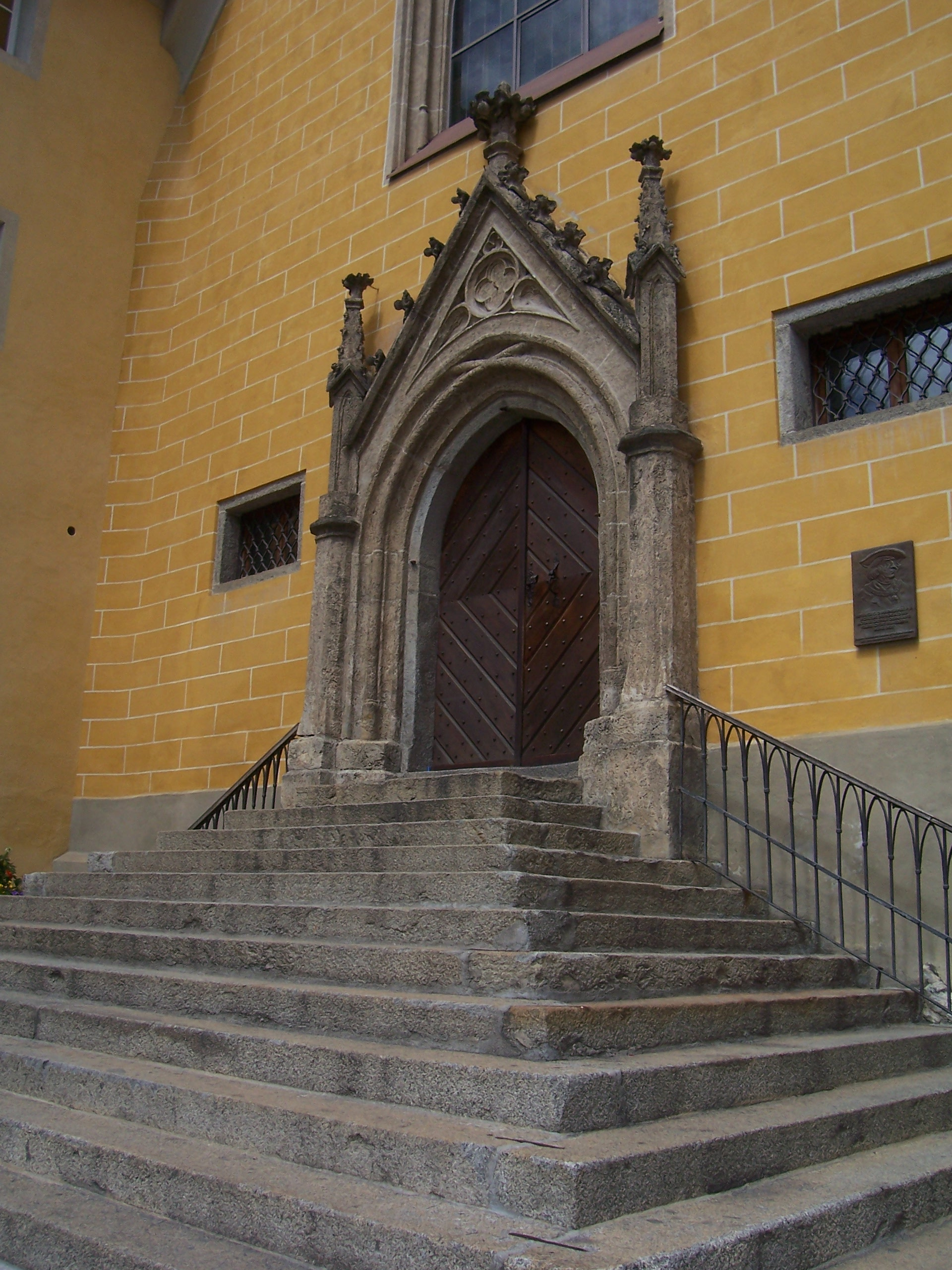
Portal mit Stufen
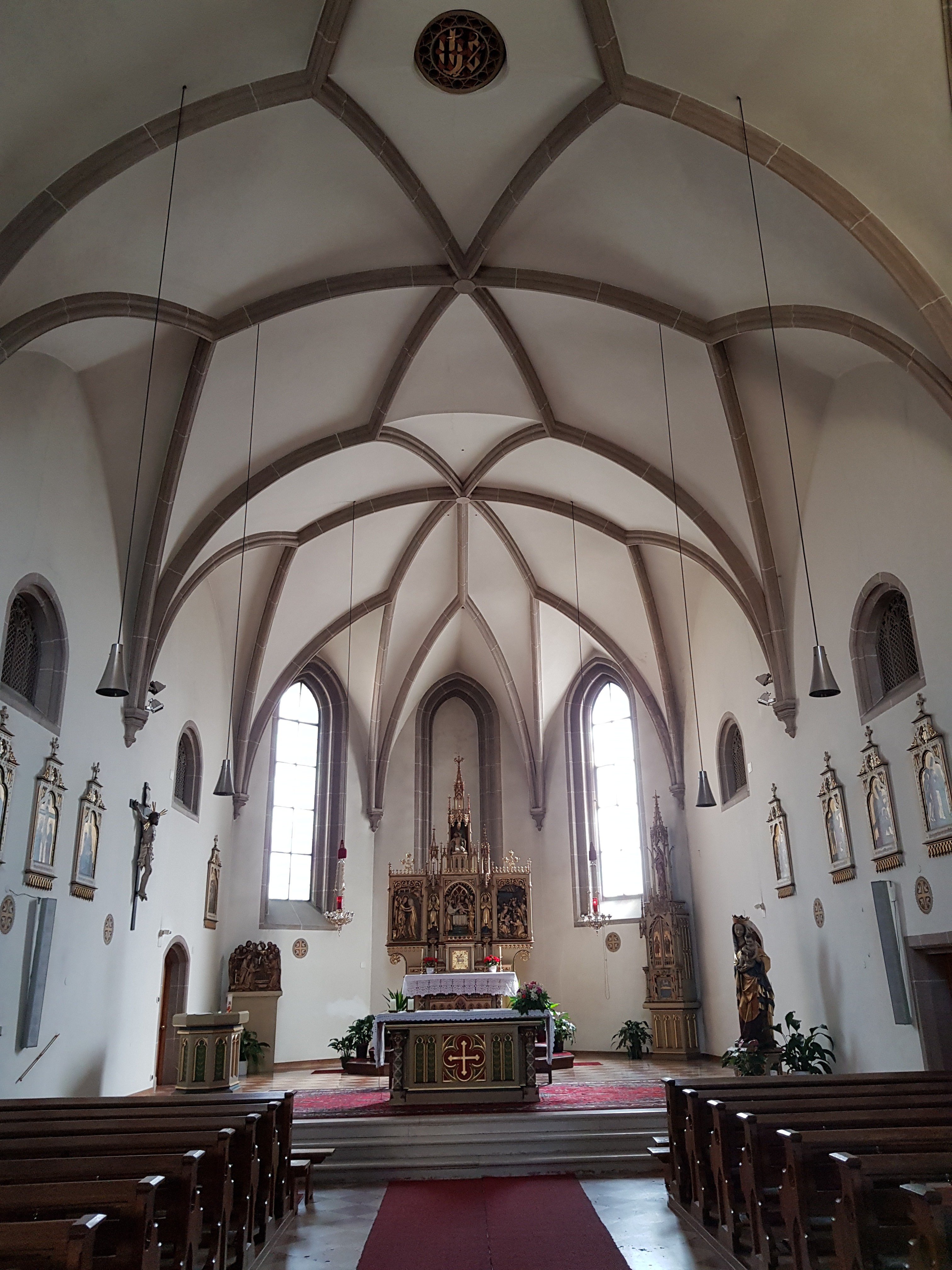
Innenraum
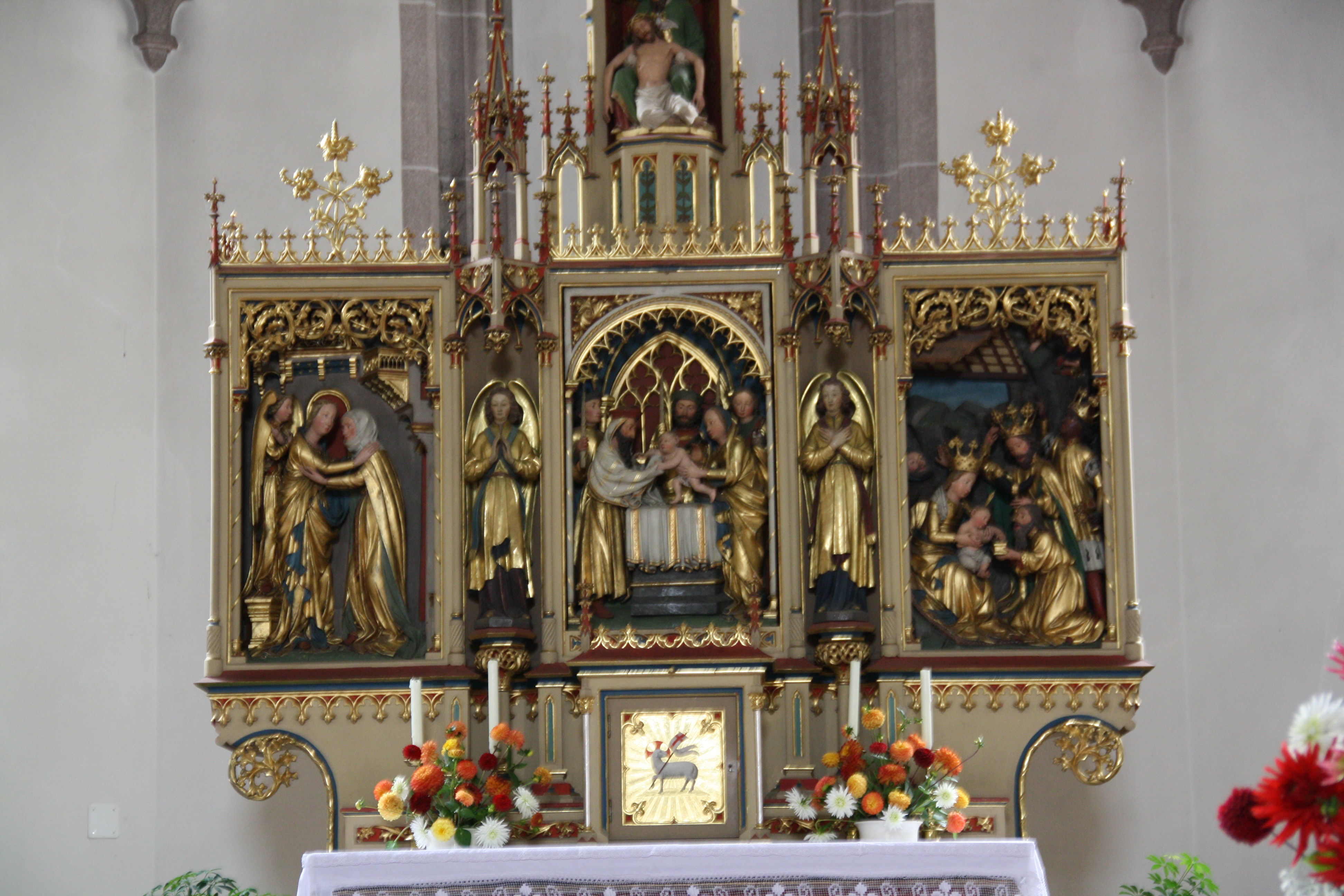
Altar
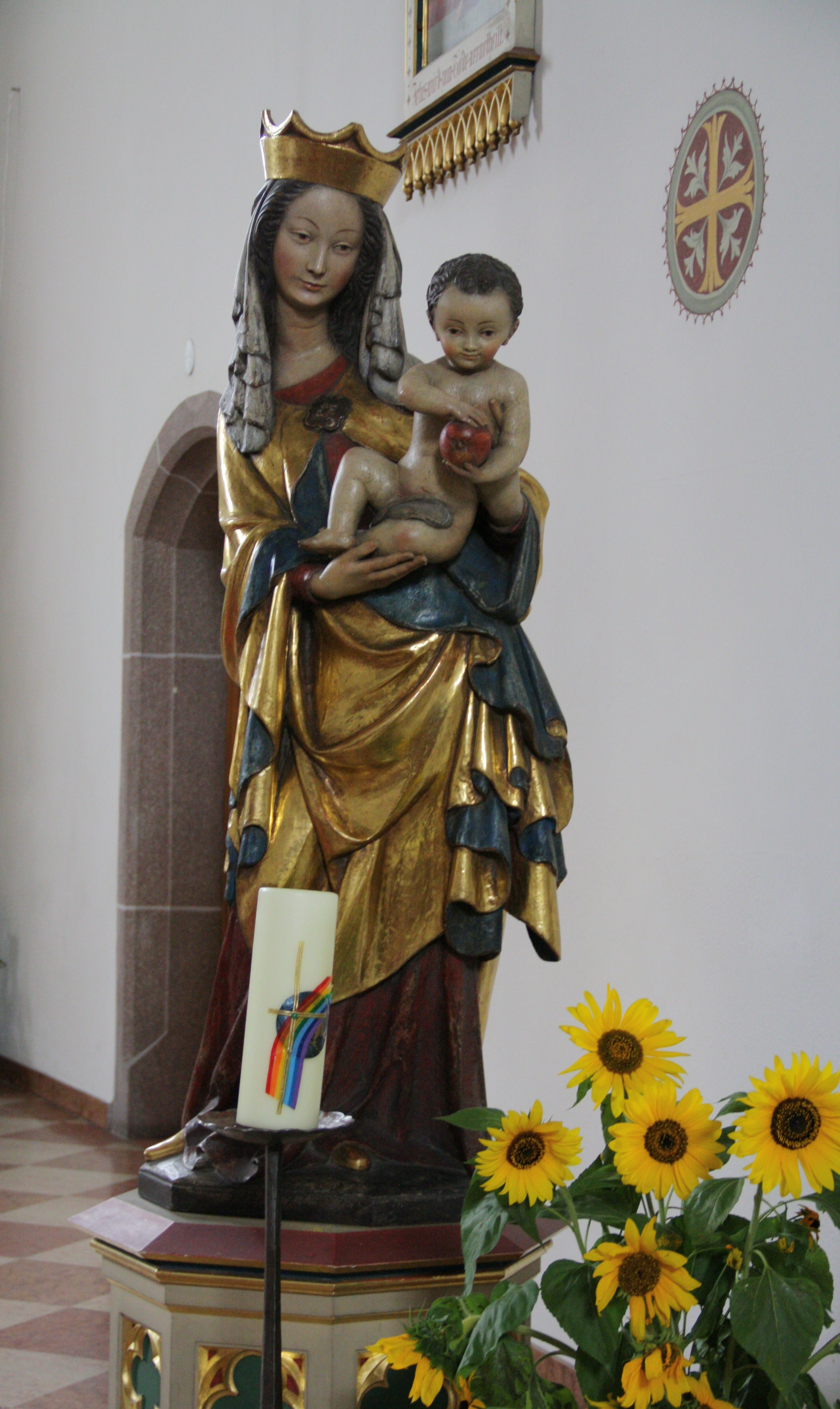
Madonna

## Ursulinenkloster
Das im 18. Jahrhundert erbaute Kloster an Graben und Stadtgasse weist regelmäßige Fensterreihen auf vier Geschoßen auf; über der Eingangstür befindet sich die Jahreszahl 1744. Fürstenzimmer und Refektorium zeichnen sich durch Stuckdecken aus. Der Klosterhof mit einem Loggiengang auf Pfeilern umschließt einen Zier- und Gemüsegarten. Im Kloster befinden sich ein Mädchen- und Schülerheim für Schülerinnen aller Oberstufenrichtungen und eine Mittelschule mit Tagesheim.

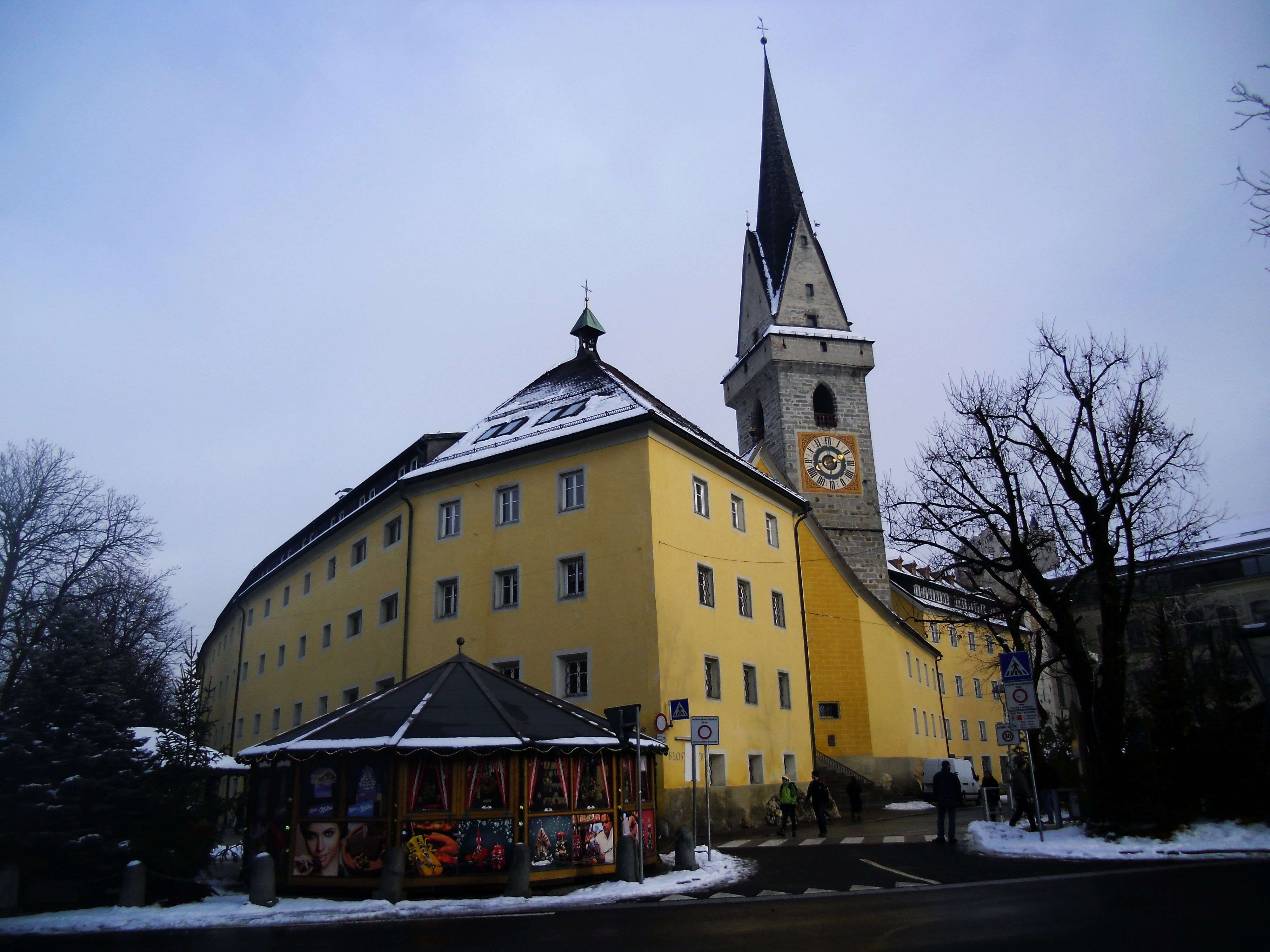
Ursulinenkloster
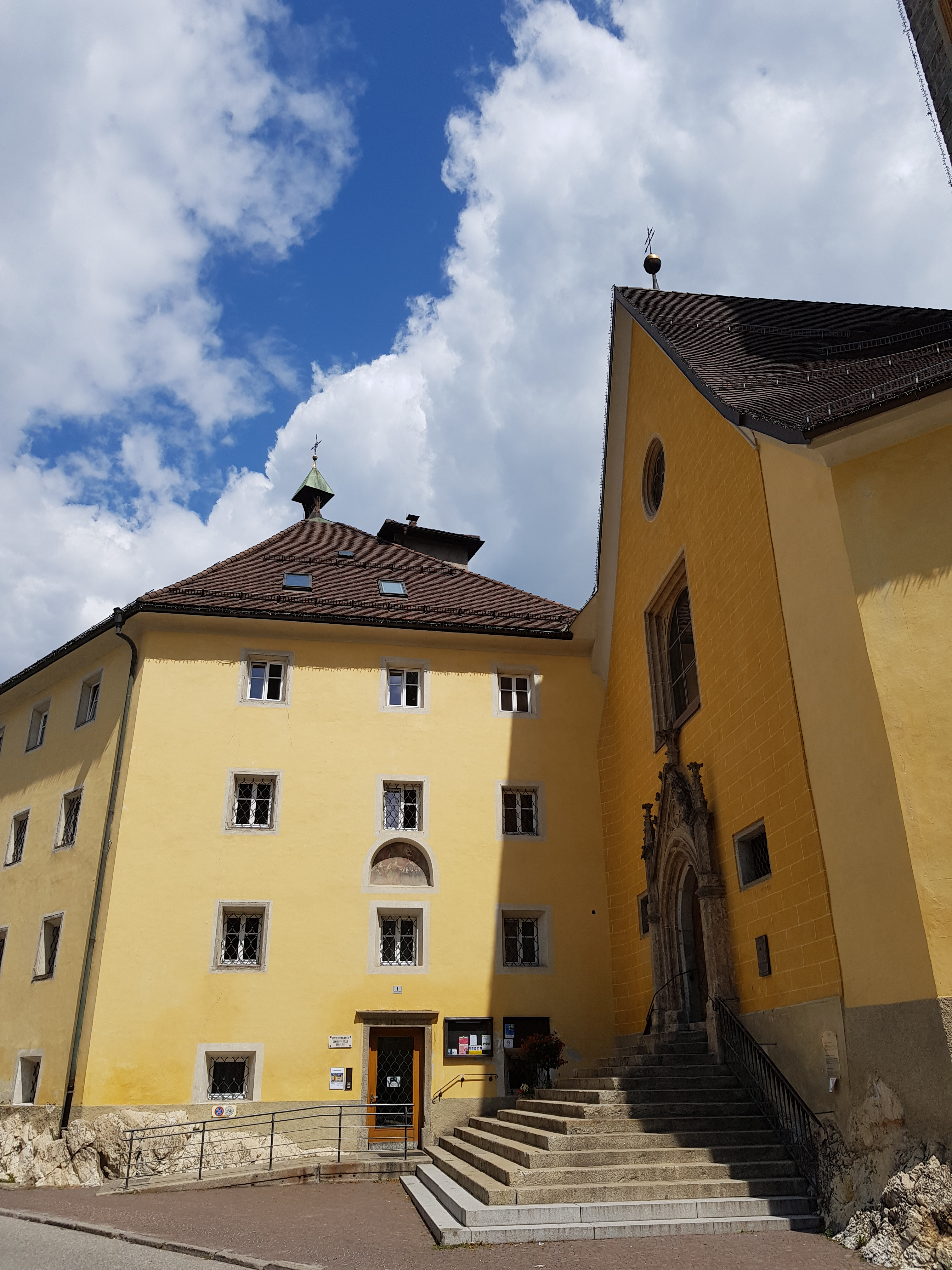
Portal des Ursulinenklosters
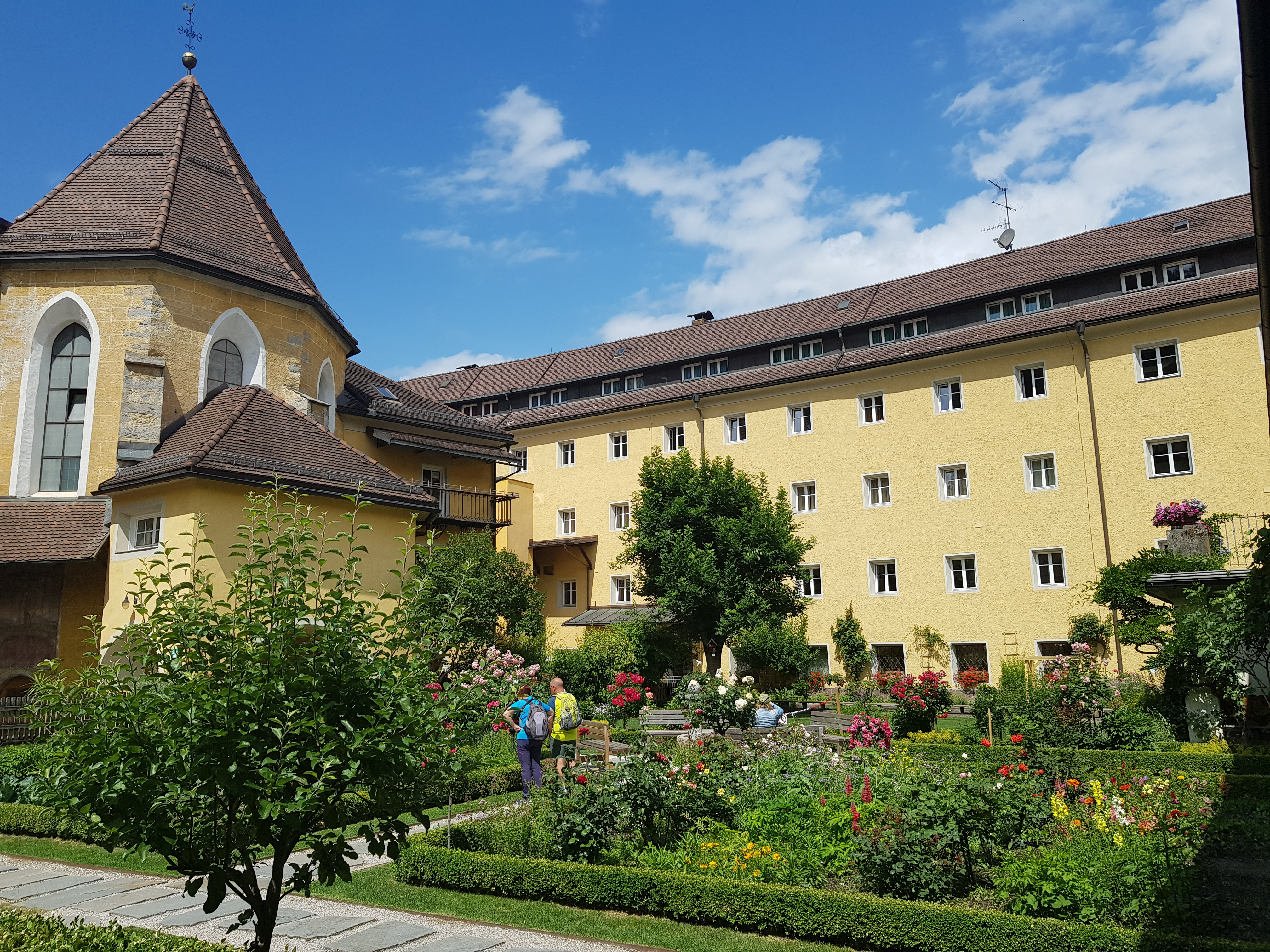
Ursulinenkloster vom Klostergarten aus
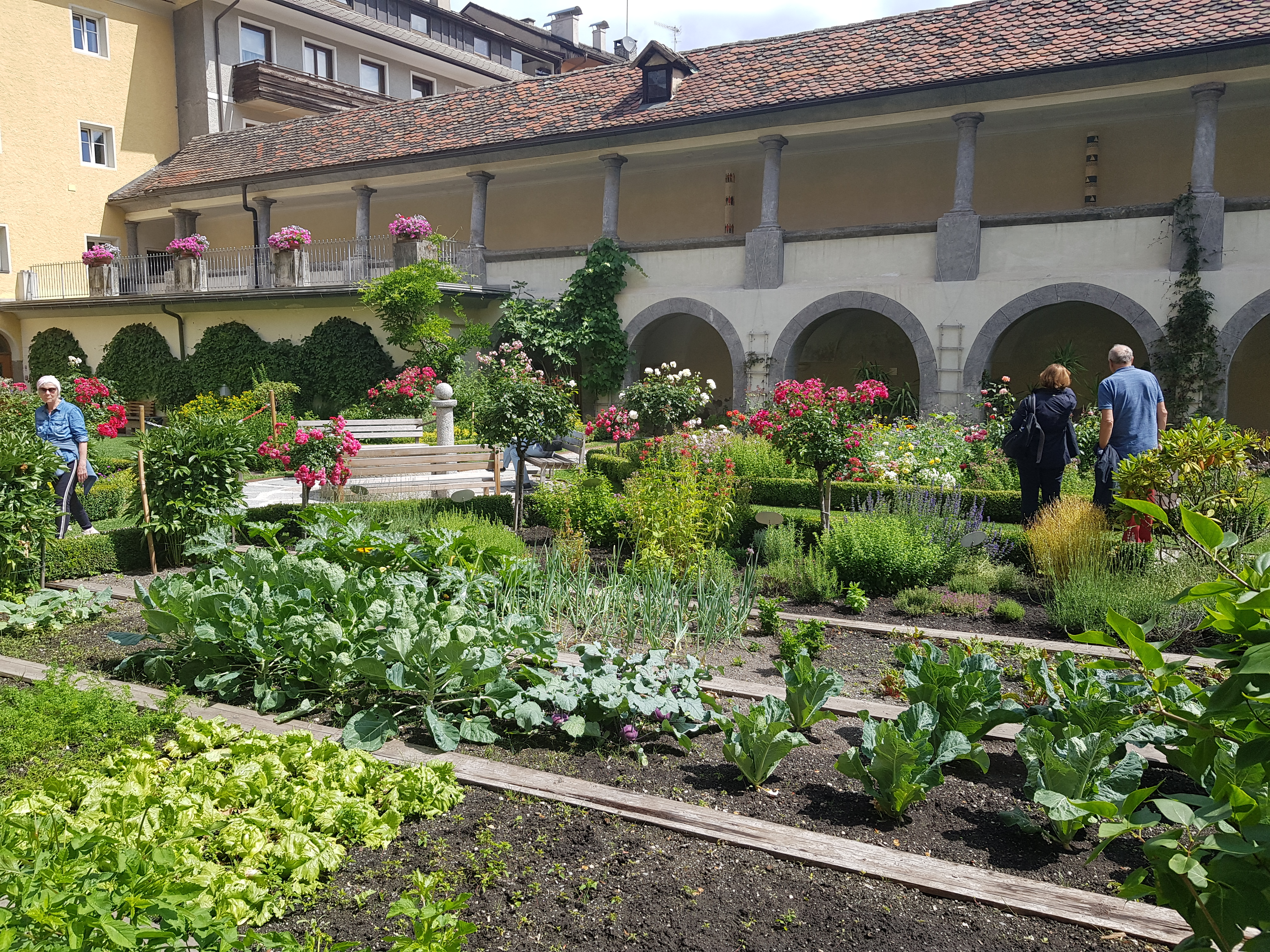
Garten und Loggiengang
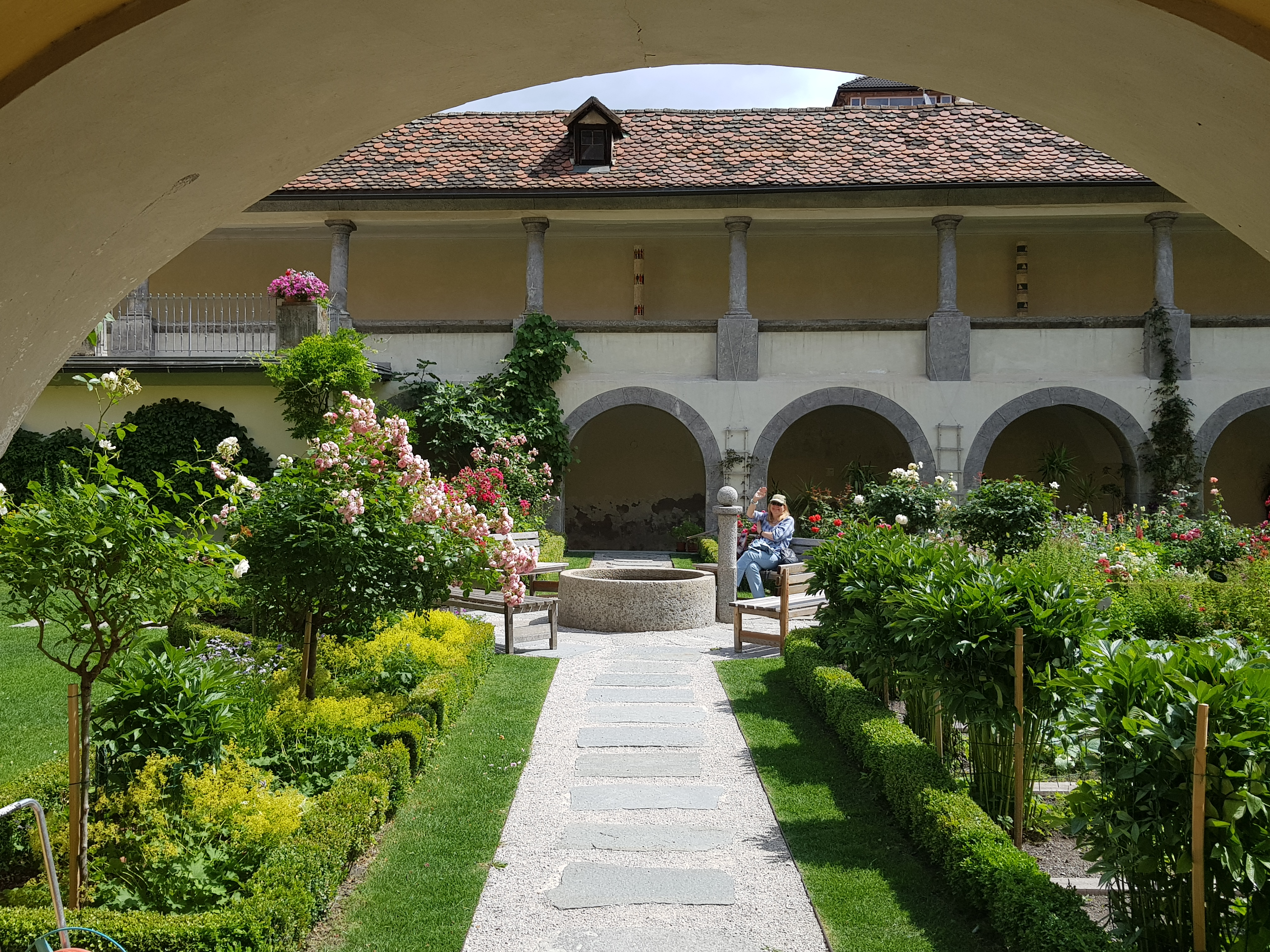
Garten
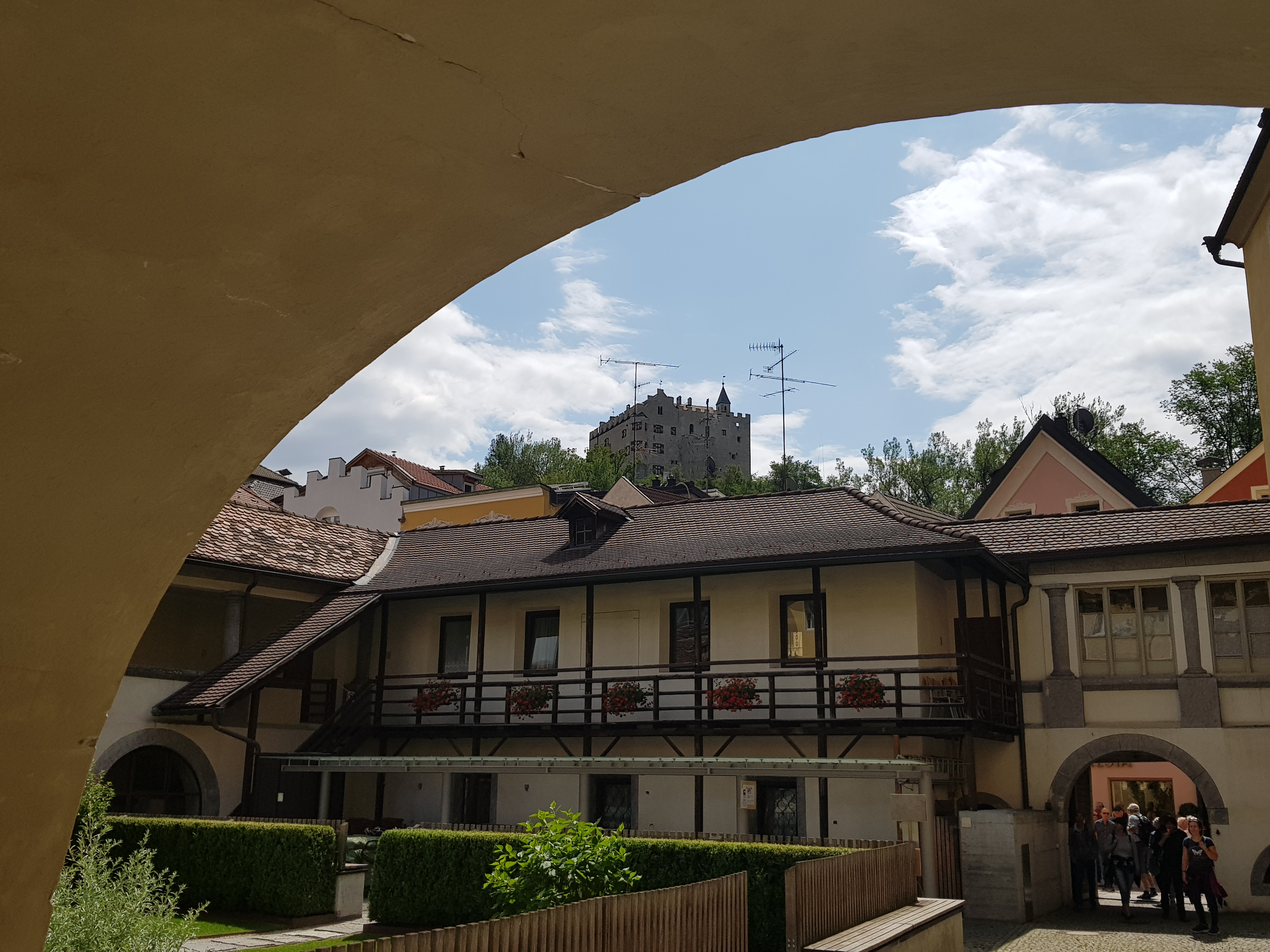
Klosterhof zur Stadtgasse